# Laura Mintegi
Laura Mintegi Lakarra, née le 26 octobre 1955 à Lizarra, est une écrivain et professeur basque de langue basque. Depuis juillet 2012, elle préside le mouvement abertzale Euskal Herria Bildu.

## Biographie
Bien qu'elle soit née en Navarre, Laura Mintegi a vécu en Biscaye depuis son enfance, au début à Bilbao et ces dernières années dans le quartier d’Algorta à Getxo.
Laura Mintegi est licenciée en histoire et elle a été reçue docteur en psychologie. Elle est professeur à l'université du Pays basque depuis 1981, dans la section didactique en langue et littérature. Elle a été directrice de section de 1999 à 2006, et encore de 2010 jusqu'à présent. De plus, depuis 2004, elle est présidente de « Euskal PEN Kluba ». En 2006, l'Académie de la langue basque la nomme membre correspondante ou euskaltzain urgazle.
Laura Mintegi a reçu quelques prix littéraires. Le prix Euskadi dans la catégorie «prix de fiction» pour le roman Legez kanpo le prix Azkue, de la ville de Saint-Sébastien, de Jon Mirande et en 2022 la “Plume d'or,” prix en reconnaissance de sa carrière littéraire.
Elle est jurée dans d'autres prix, tel que Certamen de Narrativa Premio "María de Maeztu", les Bourses Joseba Jaka, le prix du journalisme Rikardo Arregi, le prix Antoine d'Abbadie et le prix des droits de l'homme - René Cassin.
Elle est collaboratrice régulière dans les médias audiovisuels tels que ETB, Hamaika Telebista, Bizkaia Irratia, Egin Irratia, Bilbo Hiria Irratia, Euskalerria irratia et Euskadi Irratia, autant qu'écrits tels que Argia, Susa, Ttu-ttuá, Egin, Egunkaria, Gara, Berria, Jakin, Hegats, etc.

## Œuvres
Laura Mintegi est l'auteur de plus de 40 œuvres dans Inguma, base de données d’articles scientifiques écrits en basque.
Narration
- Ilusioaren ordaina (1983, Erein)

Roman
- Bai... baina ez (1986, Susa): réédition Elkarlanean 1999
- Legez kanpo (1991, Elkar)
- Nerea eta biok (1994, Txalaparta. Tafalla)
- Sisifo maite minez (2001, Txalaparta, Tafalla)
- Ecce homo (2006, Txalaparta, Tafalla)

Essai
- Sujektibitatea euskal nobelagintzan: Stephen Crane-ren "The Red Badge of Courage" (1999, EHU)

Biographie
- Julene Azpeitia (1988, Eusko Jaurlaritza)

Œuvres traduites
- (es) La topera dans Antologia de la Narrativa Vasca Actual (1986, Edicions del Mall)
- (en) Mole Hole dans Contemporary Basque Fiction (1990, université du Nevada à Reno)
- (es) Sisifo enamorado (2003, Txalaparta, Tafalla)
- (en) Nerea and I (2005, Peter Lang, New York)
- (eu) Ecce homo (2007, ONCE) (en braille en basque)
- (es) Ecce homo (2009, Txalaparta, Tafalla)
- (nl) Sisyphus verliefd (2011, Zirimiri Press, Amsterdam)
- (de) Ecce homo (2012, Pahl-Rugenstein, Bonn)